# Sven Markelius
Sven Gottfrid Markelius (oprindeligt Jonsson, født 25. oktober 1889 i Stockholm, død 24. februar 1972 i Danderyd), var en svensk arkitekt der primært arbejdede med projekter i funktionalistisk stil. Han var bl.a. stadsarkitekt i hovedstaden i årene 1944-1954 og prægede i denne periode planlægningen og udvidelsen af Stockholms forstæder.

## Biografi
Sven Markelius blev uddannet fra 1909 til 1913 på Kungliga Tekniska högskolan i Stockholm og på Konstakademien og rejste efterfølgende på studierejser til Tyskland og Italien. Han gennemgik herefter en solid uddannelse hos arkitekterne Ragnar Östberg, Erik Lallerstedt og Ivar Tengbom. Efter flere vellykkede arkitektkonkurrencer åbnede han sit eget kontor i 1920.
I 1921 tog han efternavnet "Markelius" efter slægtsgården Mark i Östergötland. Efter at have levet sammen med Viola Wahlstedt fra 1927–1934, giftede han sig med Ka Simon, i 1938, der var datter af Moritz Simon. Markelius var morfar til Nike Markelius.

### Værker
I 1927 kom Markelius' næste lange studietur til Tyskland, hvor han mødte Walter Gropius, der udstillede Bauhaus-skolen i Dessau. Gropius' ideer kom til at præge Sven Markelius' fremtidige syn på arkitekturen i funktionalismens tegn, der som retning gjorde sit indtog i Sverige på Stockholmudstillingen i 1930, og her udstillede Markelius på boligafsnittet sammen med bl.a. Kurt von Schmalensee, Uno Åhrén, Sigurd Lewerentz og Paul Hedqvist. I 1931 var han medforfatter til debatbogen "Acceptera", der forsvarede funktionalismen som byggestilart.
I 1932 skabte han sit første store værk, Helsingborgs koncerthus. I 1920'erne og 1930'erne tegnede Markelius desuden et stort antal private villaer i funktionalistisk stil, flere til sig selv, bl.a. Villa Markelius (1930) i Bromma og Villa Myrdal (1937) for de gode venner Alva og Gunnar Myrdal, der også boede i Bromma. Efter at have prøvet at bo i etageejendomme i et par år i Kollektivhuset på Kungsholmen, byggede Markelius i 1945 endnu en villa til sig selv og sin familie, denne gang ved Kevinge strand i Danderyd. Begge villaer tiltrak sig stor international opmærksomhed blandt arkitekter.
Markelius' sidste store værk i 1930'erne var den svenske pavillon på New York World's Fair i 1939. Pavillonbygningerne blev grupperet omkring et havekompleks, også kreeret af Markelius. Der var desuden en restaurant og biograf. Et stort portræt af Per Albin Hansson mødte den besøgende i pavillonen, og temaet for udstillingen var demokratiets udvikling i Sverige. Udstillingspavillonen var også en stor personlig succes for Markelius og gav ham vigtige kontakter i USA fremover.
Sven Markelius var leder af forskningsafdelingen ved Byggnadsstyrelsen fra 1938 til 1944 og senere stadsarkitekt i Stockholm i perioden 1944–1954 og som sådan medlem af Nedre Norrmalmskomitéen. I løbet af den tid planlagde han Norrmalms totalfornyelses første fase i 1946 og udformningen af forstæderne Björkhagen (1945), Högdalen (1946), Västertorp (1947), Vällingby (1947–1950) og Farsta (1952). Han tegnede også Folkets hus på Norra Bantorget i 1960, det tredje højhus ved Sergels Torg i 1962 og Sverigehuset ved Kungsträdgården i 1968, alle beliggende i Stockholm.
Blandt Sven Markelius' idéer, blev mange af dem realiseret, men omkring 40 ufærdige bygninger forblev på skitsestadiet, blandt andet forslaget om en ombygning af Stockholms centralstation, et skitseforslag til en koncertsal i Helsingborg og et forslag om et FN-hus i New York.
Markelius var også aktiv som kreativ designer og designede forskellige stoftryk for Ljungbergs Textiltryck og møbler for Svenska Möbelfabrikerna i Bodafors. En del af hans arbejde er udstillet på Nationalmuseet i Stockholm og på Victoria and Albert Museum, med tekstilkunst og en stol på Röhsska museet i Göteborg samt ved Statens centrum för arkitektur och design, Länsmuseet Gävleborg, Jönköpings läns museum, Nordenfjeldske Kunstindustrimuseum, Museum of Modern Art i New York og Museum Boijmans Van Beuningen.
Markelius blev sammen med sin efterfølger Göran Sidenbladh prisbelønnet for Norrmalms totalfornyelse med Sir Patrick Abercrombie Prize, da den første gang blev uddelt i 1961 ved International Union of Architects.

## Billedgalleri, udvalgte værker
| - Villa Markelius i Bromma. - Villa Markelius i Danderyd. - Villa Myrdal, Stora Mossen, Bromma. - Villa Öhman, Saltsjö Duvnäs. |

| - Villavägen 10, Lidingö. En del af Lidingö-udstillingen fra Bygge och Bo. - Helsingborgs koncerthus. - Kollektivhuset, Stockholm. - Folkets hus i Stockholm. - Det Økonomiske og Sociale Råds mødesal, FN's hovedkvarter, New York. - Sverigehuset i Stockholm. |

## Udvalgte værker
- Klubbhuset KMK, Strandvägen, Stockholm.
- Førstepræmie i konkurrencen om Årstabron 1920 (sammen med Olof Lundgren).
- Byplan og villaer på Bygge och Bo i Lidingö 1925.
- KTH:s studenterhus, Nymble, sammen med Uno Åhrén 1928-30.
- Berget 10, bolighus i Stockholm 1929-30.
- Villa Markelius i 1930, arkitektens eget hjem i Nockeby.
- Villa Markelius i Danderyd (1945), arkitektens andet hjem.
- Barnrikehus i Kvarteret Gräset 1930-31.
- Lindarängens flyghamn 1931.
- Stockholms Byggnadsförenings hus, Norrlandsgatan 11 1934-37.
- Bromma flygplats, to forslag, der ikke blev gennemført 1934.
- Kollektivhuset 6 på Kungsholmen 1935.
- Villa Myrdal, Stora Mossen, Bromma.
- Sveriges pavillon på New York World's Fair (1939).
- Folkets hus i Linköping 1941-53 (Nu Kårhuset Kollektivet).
- Folkets hus i Stockholm 1945-60.
- Det Økonomiske og Sociale Råds mødesal, FN's hovedkvarter i New York 1951-53.
- Skogsindustrihuset, Villagatan 1, i Stockholm 1961.
- Tredje Hötorgshøjhus ved Sergelgatan 1962.
- Räven 1, boligejendom i Stockholm 1965.